# Dicyclophora persica
Dicyclophora es un género monotípico de planta herbácea perteneciente a la familia Apiaceae. Su única especie: Dicyclophora persica, es originaria de Irán.

## Propiedades
La planta contiene un aceite esencial con una actividad antimicrobial contra cuatro bacterias Gram-positivo (Bacillus subtilis, Staphylococcus aureus, Staphylococcus epidermidis y Enterococcus faecalis) y tres Gram-negativo (Escherichia coli, Klebsiella pneumoniae y Pseudomonas aeruginosa) junto con el hongo (Aspergillus niger).

## Taxonomía
Dicyclophora persica fue descrita por  Pierre Edmond Boissier y publicado en Annales des Sciences Naturelles, Botanique III, 2: 91. 1844.
Sinonimia
- Chamaesciadium persicum (Boiss.) M.Hiroe	[3]